# 순끼
순끼(1985년 ~ )는 대한민국의 만화가이다. 2010년 네이버 웹툰에서 장편만화 《치즈인더트랩》으로 데뷔하였다. 건국대학교에서 영상애니메이션학과를 졸업했다. 2014년 오늘의 우리만화 문화체육부장관상을 수상하였다.

## 작품 목록
| 작품명           | 연재                             | 출판                                                                             | 특징                             |
| ---------------- | -------------------------------- | -------------------------------------------------------------------------------- | -------------------------------- |
| 《치즈인더트랩》 | 2010년 7월 7일 ~ 2017년 6월 16일 | 2012년 재미주의(웅진씽크빅) 시즌1-전6권, 시즌2-전9권, 시즌3 미발행, 시즌4 미발행 | 데뷔작, 로맨틱 미스터리 서스펜스 |

## 수상 경력
- 2010년 독자만화대상 온라인만화상 2위 《치즈인더트랩》
- 2011년 독자만화대상 온라인만화상 2위 《치즈인더트랩》
- 2012년 YES24 네티즌 선정 올해의 책 후보도서 가정·실용 분야[3]
- 2012년 알라딘 최고의 만화 베스트 웹툰 2위 《치즈인더트랩》, 올해의 작가 2위 순끼[4]
- 2012년 독자만화대상 3위 《치즈인더트랩》
- 2013년 알라딘 최고의 만화 베스트 웹툰 2위 《치즈인더트랩》[5]
- 2014년 오늘의 우리만화 문화체육부장관상 순끼 《치즈인더트랩》[6]

## 관련 지식
- '순끼'는 단순한 토끼를 줄인 것이다. 원래 데뷔 전에는 '단토'(단순한 토끼)라는 필명으로 오리지널과 2차 창작 동인 활동을 했다.
- 순끼 작가가 존경하는 작가는 정철연, 주호민, 강풀 작가 등이다.[7]

- 순끼 작가는 주호민 작가로부터 《신과 함께》의 진 변호사 캐리커처를 받은 후 자신의 미투데이에 "이제 이 진변호사는 제껍니다."라고 올렸다. 현재는 미투데이가 서비스 종료되면서 그 게시글은 없어졌다.
- 미국의 팝 록 밴드 마룬 5(마룬 파이브)의 팬이다.[8] 그래서 《치즈인더트랩》 작품 속에서 홍설이 읊조리는 노래나 홍준 벨소리로 종종 등장한다.
- 2012년 《핑크레이디》그림작가 은폐사건이 터졌을 때 순끼 작가는 서나 작가측을 응원하는 메시지 "아름다운 그림과 지금까지의 노력만으로도 앞으로 더 성공하고 잘되실 겁니다. 힘내세요."를 자신의 미투데이에 9월 17일 올렸다. 그러자 이 사건과 관련해 《치즈인더트랩》 단행본 안내 관련 게시물에 악플을 받았다. 순끼 작가는 악플 삭제 후 그 악플에 대한 평 "누가 나에게 피해를 주었어 아주 신선한 피해를 말이야ㅋㅋㅋ"으로 게시물 내용을 9월 20일 수정하였다.
- 드라마 《응답하라 1997》에 대해 딱 중학교 때 얘기라고 언급하였다.[9]

### 관련 웹사이트
- 순끼 작가 블로그
- 웹툰 《치즈인더트랩》 1~3부
- 웹툰 《치즈인더트랩》 4부
- 순끼 작가 미투데이[깨진 링크(과거 내용 찾기)](미투데이 종료)

### 작가 인터뷰
- 2011년 9월 5일 YOUNG현대[깨진 링크(과거 내용 찾기)]
- 2011년 11년 24일 CINE21[깨진 링크(과거 내용 찾기)]
- 2012년 단행본 1-1세트 나온 직후 리브로[깨진 링크(과거 내용 찾기)]
- 2013년 4월 13일 오리온(창작 전문 아마추어 행사) 잡지 《오리온》[깨진 링크(과거 내용 찾기)]
- 2013년 건국대학교 2014 입학전형안내 - 빛나는 건국인 인터뷰
- 2014년 1월 22일 한국일보 1[깨진 링크(과거 내용 찾기)], 한국일보 2[깨진 링크(과거 내용 찾기)]
- 2015년 3월 5일 에이코믹스 에이코믹스
- 2015년 미대입시 잡지 아트앤디자인 2월호
- 2015년 5월 27일 매일경제

### 작가가 그린 팬아트
- 애니 《스펀지밥》 팬아트: 2010년 6월 11일
- 영화 《초능력자》 팬아트: 2010년 10월 19일
- 드라마 《느낌》 팬아트: 2013년 11월 20일
- 드라마 《응답하라 1994》 팬아트: 2013년 12월 3일
- 웹툰 《플로우》 팬아트: 2014년 10월 2일 공개
- 웹툰 《플로우》 트레이싱: 2015년 3월 2일 공개
- 웹툰 《신령》 트레이싱: 2015년 3월 8일 공개
- 웹툰 《숲 속의 미마》 트레이싱: 2015년 3월 20일 공개
- 영화 《암살》, 《베테랑》, 《킹스맨》 팬아트: 2015년 8월 21일 공개
- 영화 《검은 사제들》 팬아트: 2015년 11월 12일

### 작가 그린 외주, 축전
- 웹툰 《목욕의 신》 단행본 축전: 재미주의 편집부 제공, 2012년 4월 18일 공개
- 웹툰 《신과 함께》 완결 기념 축전[깨진 링크(과거 내용 찾기)]: 주호민 작가 블로그 제공, 2012년 9월 1일 공개
- 웹툰 《역전 야매요리》 단행본 축전: 재미주의 편집부 제공, 2012년 11월 23일 공개
- 웹툰 《아는 사람 이야기》 단행본 축전: 2013년 1월
- 웹툰 《아이들의 권 선생님》 단행본 축전: 2013년 3월
- 모바일 게임 '길티 드래곤' SR카드 '홍염의 설희'(사전등록시 증정, 2013년 11월 25일 행사종료, 11월 26일 ~ 12월 2일 카드 소환기간)[10], '혼돈의 앨리사'
- 웹툰 《MY OH》 완결 기념 축전[깨진 링크(과거 내용 찾기)]: 2015년 4월 28일
- 웹툰 《제페토》 완결 기념 축전[깨진 링크(과거 내용 찾기)]: 2015년 6월 3일
- 웹툰 《플로우》 완결 기념 축전[깨진 링크(과거 내용 찾기)]: 2015년 6월 15일
- 웹툰 《신령》 완결 기념 축전[깨진 링크(과거 내용 찾기)]: 2015년 8월 30일